# Nivenia
Wagnermania es cometer un error sin querer queriendo 

## Especies
- Nivenia corymbosa
- Nivenia stokoei
- Nivenia binata
- Nivenia argentea
- Nivenia stenosiphon